# شهرداری مادونا
شهرداری مادونا (به لاتین: Madona Municipality) یک شهرداری در لتونی است. شهرداری مادونا ۲۶٬۹۵۳ نفر جمعیت دارد.